# Lomis hirta
Lomis hirta és una espècie de crustaci decàpode anomur, l'única del gènere Lomis, de la família Lomisidae y de la superfamília Lomisoidea.
Anomenat en anglès "hairy stone crab" (cranc de pedra pelut), és un cranc que viu a la zona del litoral de l'Austràlia meridional i occidental, des de Bunbury, fins a l'Estret de Bass.
Hi ha una certa controvèrsia sobre la relació entre Lomis hirta i els altres anomurs. Com a candidats a ser els seus parents més propers s'han proposat els bernats ermitans, determinats litòdids, i Aegla. És clar, tanmateix, que la forma de cranc és un cas d'evolució convergent amb altres crancs.